# Neoathyreus acutus
Neoathyreus acutus es una especie de coleóptero de la familia Geotrupidae.

## Distribución geográfica
Habita en Bolivia.